# Brajkovac (miasto Belgrad)
Brajkovac (cyr. Брајковац) – wieś w Serbii, w mieście Belgrad, w gminie miejskiej Lazarevac. W 2011 roku liczyła 929 mieszkańców.